# 中心静脉压
中心静脉压（central venous pressure，CVP）定义为上、下腔静脉进入右心房处的压强与大气压之差。由于数值差异不大，也相当于右心房和胸腔内大靜脈的血压。
中心静脉压受心包和右心泵血功能、循环血容量、胸腔负压及神经-体液调节等因素的综合影响；其数值可通过上、下腔静脉或右心房内置管测得。正常值为4~12cmH2O。
中心静脉压可反映右房压、右心室前负荷及回心血量的排出能力，是了解患者心动功能的一项指标，也是临床观察血流动力学的重要指标之一。根据中心静脉压，能判断血容量是否充足，临床上作为补液量和补液速度的指导或指标。
中心静脉压的大小取决于心脏射血能力和静脉回心血量之间的相互关系。若心脏射血能力强，能将回心的血液及时射到动脉内，中心静脉压则低。反之由于心力衰竭等原因造成的射血能力下降则会导致中心静脉压变高。
若中心静脉压低，则会出现心室充盈不足，心输出量减少。但若中心静脉压过高又不利于血液流入心房。